# Shangzhuang (köpinghuvudort i Kina, Shandong Sheng, lat 37,00, long 122,29)
Shangzhuang (kinesiska: 上庄, 上庄镇) är en köpinghuvudort i Kina. Den ligger i provinsen Shandong, i den östra delen av landet, omkring 470 kilometer öster om provinshuvudstaden Jinan. Antalet invånare är 22 890. Befolkningen består av 11 309 kvinnor och 11 581 män. Barn under 15 år utgör 7,0 %, vuxna 15-64 år 72 %, och äldre över 65 år 19,0 %.
Runt Shangzhuang är det tätbefolkat, med 411 invånare per kvadratkilometer. Närmaste större samhälle är Renhe, 12,1 km söder om Shangzhuang. Trakten runt Shangzhuang består till största delen av jordbruksmark.
Genomsnittlig årsnederbörd är 718 millimeter. Den regnigaste månaden är augusti, med i genomsnitt 164 mm nederbörd, och den torraste är februari, med 16 mm nederbörd.